# تاريخ إيران العسكري

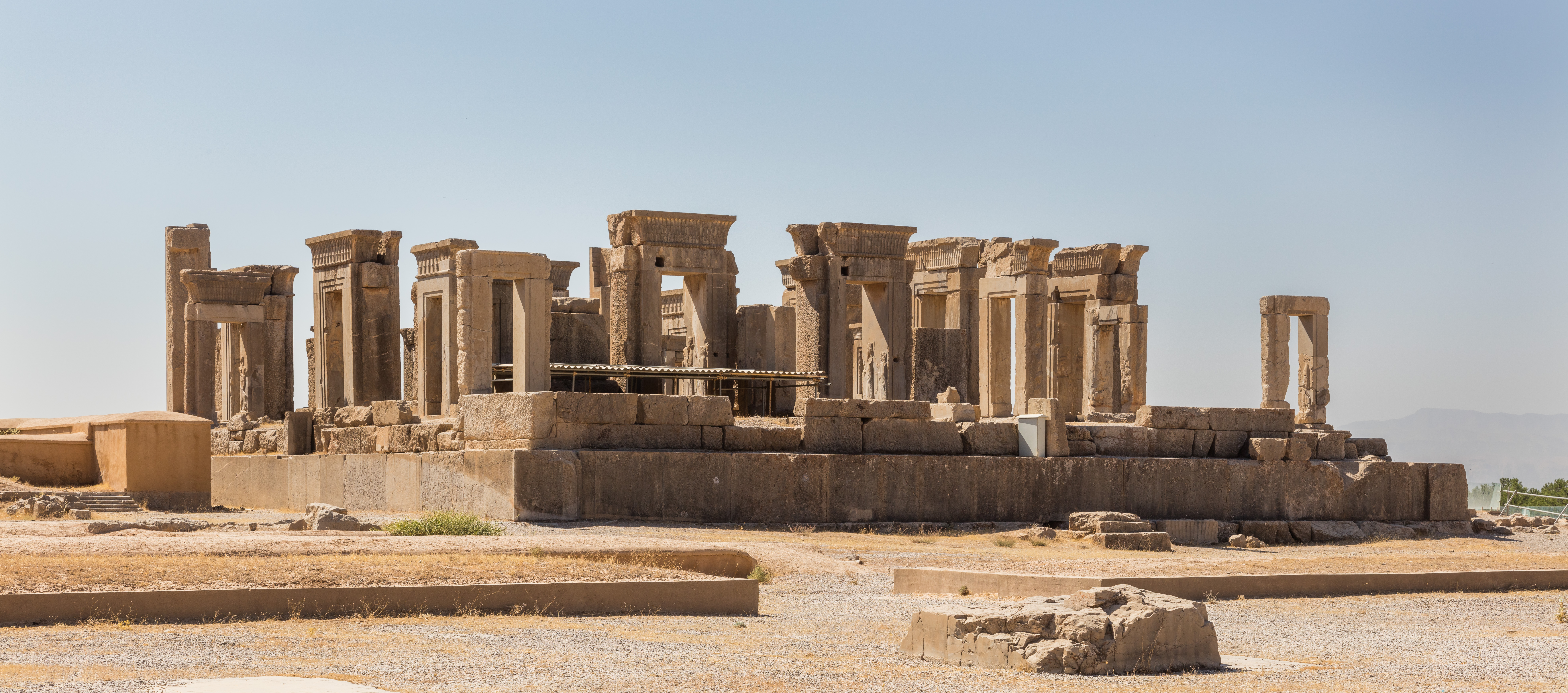

عبر آلاف السنوات من التاريخ المدوّن، ونتيجة للظرف الجغرافي (ثم الجيوسياسي) المستقر، حظيت إيران (بلاد فارس) بتاريخ وثقافة عسكريين طويلين ومتنوعين ومتقلبين، يتراوحان بين هيمنة عسكرية قديمة ظافرة لا منازع لها تعادل مكانة قوة عظمى فاعلة في يومها، إلى سلسلة من الهزائم شبه المأساوية (بدءًا من دمار عيلام) على أيدي الأمم الثانوية التي أخضعتها واحتلتها سابقًا (بما فيها اليونان، ومقدونيا والقبائل البدوية الآسيوية من جانب الحدود الشمالية الشرقية للأراضي التي كانت الموطن التراثي للشعب الإيراني).

## الحقبة الأخمينية
كانت الإمبراطورية الأخمينية (559 – 330 ق.م) أول إمبراطورية فارسية تحكم أجزاء هائلة من إيران العظمى. امتلكت الإمبراطورية «جيشًا وطنيًا» عديده 120,000 – 150,000 جندي تقريبًا، بالإضافة إلى بضع عشرات آلاف من جنود حلفائهم.
قُسم الجيش الإيراني إلى أفواج قوام كل منها ألف، سُميت هازارابام. شكلت كل عشرة هازارابامات هيفارابام، أو فرقة. كانت هيفارابام الفرس الخالدين أشهر الهيفارابامات، وهم الحرس الشخصي للملك. كانت الداثابا أصغر الوحدات وقوامها عشر أشخاص، وكل عشر داثابات تشكل ساتابا من مئة رجل.
استخدم الجيش الملكي نظام أزياء موحدة ملونًا لتمييز الوحدات المختلفة. استُخدمت مجموعة واسعة التنوع من الألوان، بعض أكثرها شيوعًا كان الأصفر، والبنفسجي، والأزرق. لكن على الأرجح أن النظام كان محصورًا بالجنود الفارسيين الأصليين ولم يُستخدم للأعداد الكبيرة من حلفائهم.
كان التكتيك المعهود الذي استخدمه الفرس في الفترة الأولى للإمبراطورية، هو تشكيل جدار حماية ثم يرمي النبّالة من فوقه. كان هؤلاء الجنود (المسمّون سبارابارا، أو حملة الدرع) يجهَزون بدرع أملَدٍ مستطيل ضخم سُمي سبارا، ويسلَحون برمح قصير يصل طوله إلى ستة أقدام تقريبًا.
رغم أنهم جُهزوا ودُربوا لتنفيذ الهجمات المفاجئة (القتال القريب بالرماح والفؤوس والسيوف)، لكن هذه كانت مقدرة ثانوية وكان الفرس يفضلون الحفاظ على مسافة بينهم وبين العدو بغية هزمه بقوة مقذوفة فائقة. كان القوس السلاح القاذف المفضل لدى الفرس. في ذروة معدل إطلاق النار، كان هيافارابام سباربارا واحد مؤلف من 10,000 رجل قادرًا على إطلاق 100,000 سهم في الدقيقة الواحدة والمحافظة على هذا المعدل لعدد من الدقائق. كان سلاح الخيالة الفارسي عادة يفتتح المعركة بمناوشة العدو عبر هجمات كرّ وفرّ – إطلاق أسهم وقذف رماح قصيرة – بينما كانت السبارابارا الفارسية تشكل ترتيب الوحدات خاصتهم. ثم كان سلاح الخيالة ليتحرك إلى الجانب ويحاول إنهاك أجنحة العدو. كان الدفاع ضد خيالة الفرس يتطلب من مشاة العدو الاحتشاد في تشكيلات ثابتة كثيفة، والتي كانت أهدافًا مثالية لنبّالة الفرس. حتى المشاة ثقيلة الدروع كالهوبليتس اليونانيين كانوا ليتكبدوا خسائر فادحة في ظروف مشابهة. كانت تشكيلات مشاة الأعداء التي تتفرق لخفض الخسائر الناتجة عن وابل سهام الفرس الكثيف عرضة للهجمات المفاجئة القريبة التي يشنها الخيالة الفرس. كانت معظم الجيوش التي تواجه الفرس تتمزق في معضلة التعرض لاستنزاف تدريجي عبر السهام أو الخضوع لطغيان الخيالة من على الجوانب ما يدفعها إلى الاستسلام.
كانت نقاط الضعف الكبرى للتكتيكات الفارسية التقليدية هي أن التطبيق الصحيح لهذه التكتيكات يتطلب: أ- ساحة معركة واسعة تتألف من مساحة منبسطة وممتدة بوضوح لا تعيق الحركة السريعة للخيول المحتشدة ويمكن للخيالة تنفيذ مناوراتها الجانبية على نحو ملائم فيها. ب- تنسيق جيد بين الخيالة، والمشاة، والوحدات القاذقة. ت- عدو ضعيف التعبئة. ث- عدو يفتقر إلى جيش ذي أسلحة متحدة.
يمكن عزو معظم حالات فشل الفرس إلى عدم تحقيق واحد أو أكثر من هذه المتطلبات. وهكذا، تجنب السكوثيون الجيش الفارسي مرارًا وتكرارًا لأنهم كانوا كلهم خيالة ولا ينفذون إلا هجمات الكر والفر على الفرس؛ وفي ماراثون، انتشر الأثينيون على منحدر جبلي صخري ولم يهبطوا إلى السهل إلا بعد أن عاد سلاح الخيالة الفارسي إلى سفن النقل خاصته – وهجموا عبر حمّام السهام لينفذوا قتالًا قريبًا بالرماح والسهام – وهو شكل من أشكال المعركة الذي كان الأثينيون أفضل تجهيزًا وتدريبًا عليه؛ وفي ثيرموبيلاي انتشر الجيش اليوناني بتأنّ في موقع يبطل قابلية الفرس على استخدام الخيالة والقوة المقذوفة، وأجبروهم مرة أخرى على القتال وجهًا لوجه في معركة قريبة ولم يُجبروا على التراجع إلا بعد أن أُعلم الفرس بوجود ممر يمكنهم من الالتفاف على هذه الوضعية الدفاعية لهزيمة الاسبرطيين؛ وفي بلاتايا كان هجوم الفرس يفتقر إلى التنسيق وهُزموا تدريجيًا؛ وكان جيش الاسكندر الكبير المقدوني الذي غزا الإمبراطورية الفارسية مؤلفًا من مجموعة متنوعة من أنواع المشاة والخيالة (نهج الجيوش المتحدة) التي مكنته إلى جانب قيادة الاسكندر التكتيكية الفائقة، من إبطال القدرات الفارسية ودفعهم مجددًا إلى القتال القريب.

## الإمبراطورية السلوقية (330 – 150 ق.م)
كانت الإمبراطورية السلوقية دولة خلفًا هلنستية لدومينيون الإسكندر الأكبر، واشتملت على وسط الأناضول، والمشرق، وبلاد الرافدين، وبلاد فارس، وتركمانستان، وجبال بامير، ووادي نهر السند.

## الإمبراطورية الفرثية (250 ق.م – 226 م)
كانت فرثيا حضارة إيرانية تقع في الجزء الشمالي الشرقي من إيران المعاصرة، لكن في أوج سطوتها، غطت السلالة الفرثية كامل إيران تمامًا، بالإضافة إلى أرمينيا، وأزربيجان، والعراق، وجورجيا، وشرق تركيا، وشرق سوريا، وتركمانستان، وأفغانستان، وطاجاكستان، وباكستان، والكويت، والخليج الفارسي، وساحل السعودية، والبحرين، وقطر، ولبنان، وإسرائيل، وفلسطين، والإمارات.
كانت الإمبراطورية الفرثية تحت قيادة السلالة الأرشكية، ويقودها شعب بارني، وهم تحالف من السكوثيين الذين توحدوا مجددًا وحكموا الهضبة الإيرانية، بعد هزيمة الإمبراطورية السلوقية الهلنستية والتخلص منها، بدءًا من أواخر القرن الثالث ق.م، وسيطروا على بلاد الرافدين على نحو متقطع بين عام 150 ق.م و224 م. كانت ثالث أسرة أصلية من إيران القديمة (بعد السلالتين الميدية والأخمنينية). كانت الإمبراطورية الفرثية العدو اللدود للإمبراطورية الرومانية لقرابة ثلاثة قرون.